# Kupfer(II)-thiocyanat

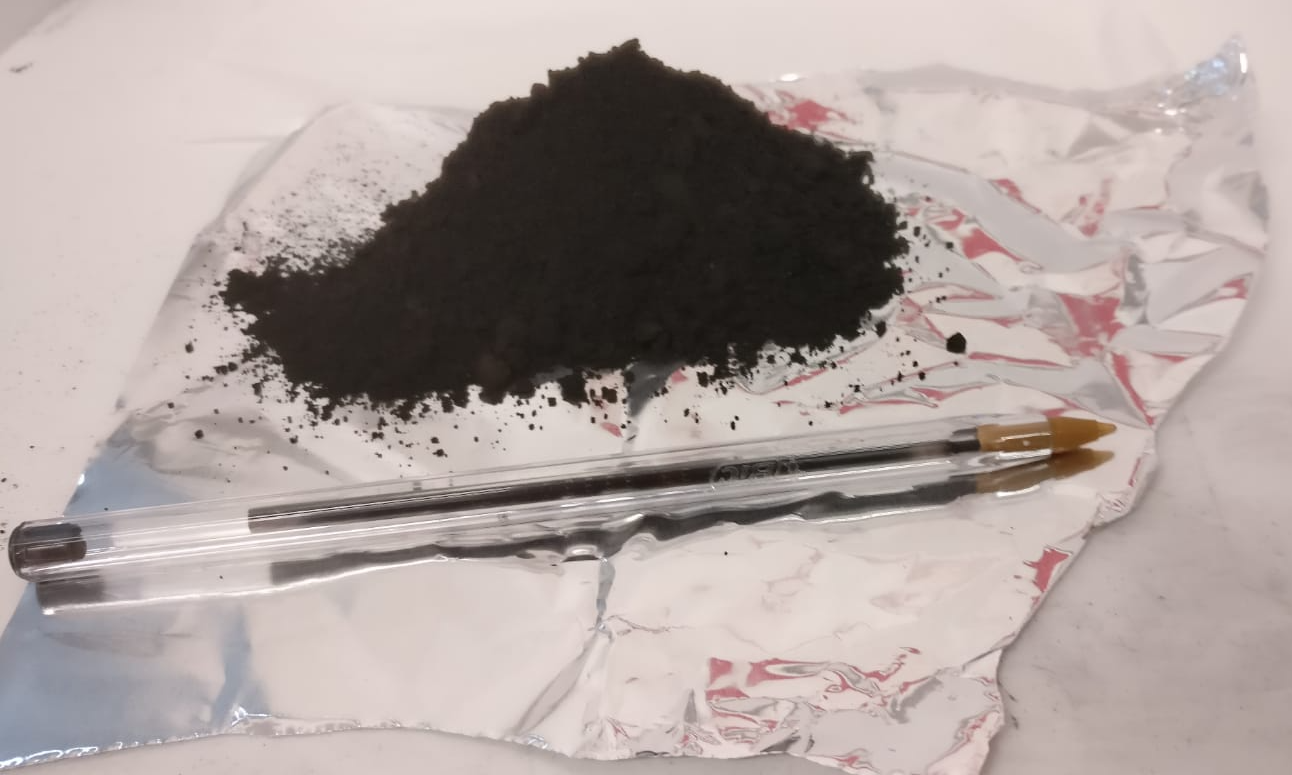
Kupfer(II)-thiocyanat

Kupfer(II)-thiocyanat ist ein Koordinationspolymer mit der Formel Cu(SCN)2, welches ein schwarzes Pulver ist, das sich langsam an der Luft zersetzt.

## Geschichte
Es wurde erstmals 1838 von Karl Ernst Claus beschrieben, die Struktur wurde 2018 bestimmt.

## Gewinnung und Darstellung
Kupfer(II)-thiocyanat kann durch die Reaktion einer konzentrierten Kupfer(II)-Salzlösung und einem gelösten Salz der Thiocyansäure (bsp. Kaliumthiocyanat) hergestellt werden. Durch schnelles Trocknen kann der Reinstoff isoliert werden. Bei höheren Konzentrationen und mehr Reaktionszeit entsteht stattdessen Kupfer(I)-thiocyanat.

## Eigenschaften
Die Struktur des Salzes wurde durch Pulverröntgenaufnahme bestimmt, es besteht aus Ketten, die durch die schwache Cu–S–Cu-Bindungen zu zweidimensionalen Schichten verbunden sind. Es kann als verzerrtes Jahn-Teller-Analogon des Quecksilberthiocyanat-Strukturtyps betrachtet werden. Jedes Kupferion ist oktaedrisch von vier Schwefel- und zwei Stickstoffatomen umgeben. Das Schwefelende des SCN−-Liganden ist doppelt überbrückend.